# Lawrence Beesley
Lawrence Beesley (31 de diciembre de 1877-14 de febrero de 1967) fue un profesor de ciencias, periodista y escritor británico que sobrevivió al hundimiento del RMS Titanic.

## Educación
Beesley fue educado en la Derby School donde era un erudito, luego se educó en Gonville and Caius College, nuevamente como erudito. En 1903 tomó un curso en profesorado de ciencias naturales.

## Titanic
Beesley era pasajero de segunda clase y uno de los sobrevivientes del hundimiento del Titanic el 15 de abril de 1912, escribió un exitoso libro sobre su experiencia, The Loss of the SS Titanic (junio de 1912), publicado solo nueve semanas después del desastre.
Mientras se lanzaba el bote salvavidas No. 13 en la cubierta del barco, Beesley recibió instrucciones de subir al bote justo antes de su lanzamiento. Logró sobrevivir a un incidente posterior en el que el bote salvavidas No. 15 casi se estrelló sobre el No. 13. El fogonero principal de la sala de calderas No. 6, Frederick Barrett, logró cortar las cuerdas que conectaban el bote a las tiras en el último minuto, por lo que ambos botes lograron salir sin daños. Beesley y el resto de los sobrevivientes fueron recogidos por el RMS Carpathia en la madrugada del 15 de abril.
Durante el rodaje de A Night to Remember en 1958, Beesley se entrometió en la escena del hundimiento, con la esperanza de «hundirse con el barco». Sin embargo, fue visto por el director, Roy Ward Baker, quien vetó esta aparición no programada debido a las reglas sindicales de los actores. Estos eventos se parodian en la novela de Julian Barnes A History of the World en 10.5 Capítulos, donde Beesley hace una breve aparición como personaje de ficción.
Beesley fue interpretado por el actor David Warner (quien más tarde interpretó al personaje ficticio Lovejoy en la película Titanic de James Cameron de 1997, en la dramatización de 1979 del viaje y el hundimiento, S.O.S. Titanic. Es el abuelo del editor científico del New York Times Nicholas Wade. Beesley también fue interpretado por Lawrence Bennett en 1999 en la adaptación musical del escenario Titanic.